# ファミリートレーナー アスレチックワールド
『ファミリートレーナー アスレチックワールド』は、1986年11月12日にバンダイ(現:バンダイナムコエンターテインメント)より発売されたファミリーコンピュータ用ゲームソフト。周辺機器・ファミリートレーナーに同梱されている専用ソフト第1弾。

## 概要
両面仕様となっているマットのA面（8キー）のみを使用。5種類のステージで全身をマット上で動かしながらランナーを操作し、横スクロールアクションをクリアする。サイドビューの為、テレビ画面の手前がランナーの右・奥が左であることと、ニュートラル（マットに手足を着けていない状態）がジャンプであることを頭に入れて操作する必要が有り、特に初心者が意図しないタイミングでジャンプをしてしまうことが想定される為に事前の練習を重ねるよう再三、取扱説明書でも注意喚起が行われている。

## ゲーム内容

### プレイヤー登録
ゲームスタート時に名前・年齢・性別を登録すると、プレイヤーの年齢・性別に応じたコースのクリア制限時間が設定される（初期設定は10歳男子）。年齢別基準の設定に際しては、1983年の文部省（現文部科学省）統計要覧「体力・運動能力調査」のデータが使用されている。

### ゲームモード
- トレーニング - 5種類のステージを選択してプレイする。
- ビギナー - 全5ステージを順番にクリアする。
- エキスパート - ビギナーと同じだが、動物の不意打ちが加わって難易度が高くなっている。

## ステージ構成
エキスパートモードではフィールド上に動物が現れて、不意打ちで転ばされる場合がある。
1. かきね草原 - 柵を飛び越えるアクションが集中する。地面から飛び出すモグラの不意打ちに注意。
2. けもの山道 - 前後から次々に突進して来るイノシシをかわすアクションが求められる。
3. トンネル砦 - 古代遺跡のような狭い通路。坂道をダッシュで駆け上がる場面が連続する。
4. 丸太橋 - 回転する丸太の上を片足でケンケン跳びするアクションを多用。
5. いかだ川 - 丸太橋や木製のゲートにぶつからないよう、小さないかだの上でジャンプや伏せを駆使。

ビギナーモードかエキスパートモードで全ステージをクリアすると、クリア時間に応じて瞬発力・敏捷性・持久力・柔軟性・集中力の5項目について採点が行われ、1〜10級のランクが認定される。

## スタッフ
- ゲーム・デザイナー：とみさわ昭仁
- サウンド・ドライバー：林徹

## 備考
2008年にWiiで発売された同機種版のファミリートレーナーは当初、同梱ソフトのタイトルが本作と同じ「アスレチックワールド」の仮称で発表されていたが、実際に発売された製品版では「アスレチックワールド」の副題は除かれ「ファミリートレーナー FAMILY TRAINER」が同梱ソフトのタイトルとなっている。